# For The Children
«For The Children» (en español: «Por los niños») es el segundo sencillo del duodécimo álbum de Blue System, Body To Body. Es publicado en 1995 por Hanseatic M.V. y distribuido por BMG. La letra, música, arreglos y producción pertenecen a Dieter Bohlen. 
El sencillo incluye dos versiones de la canción "For The Children" interpretada por Blue System featuring Children United, y otras dos canciones: "Can This Be Love" y "If I Can't Have Your Love". Esta última es la misma canción "For The Children", solo que con diferente letra, pero con la misma música y arreglos.

## Sencillos
CD-Maxi Hansa 74321 41863 2 (BMG), 09.09.1996
1. «For The Children» (Unicef Single)		3:58
2. «For The Children» (Blue System Single)		3:58
3. «If I Can't Have Your Love»		3:58
4. «Can This Be Love»		4:13

## Listas
El sencillo permaneció 3 semanas en la lista alemana, desde el 30 de septiembre de 1996 hasta el 20 de octubre de 1996. Alcanzó el nº67 como máxima posición.
| Lista (1996) | Mejor posición |
| ------------ | -------------- |
| Alemania     | 67             |

## Créditos
- Composición - Dieter Bohlen
- Producción - Dieter Bohlen
- Arreglos - Dieter Bohlen
- Diseño de carátula - Reinsberg WA Berlin
- Fotografía - Kramer + Giogoli
- Publicación - Warner Chappell / Blue Obsession Music
- Distribución - BMG
- Grabación - Jeo y T. Brötzmann en Jeopark